# Youness Ahssen
Youness Ahssen, né le 27 août 1994 à Roubaix, est un joueur franco-marocain international français de futsal.
Formé dans sa ville natale, au Roubaix AFS, Youness Ahssen rejoint l'UJS Toulouse en 2015. Reconnu parmi les meilleurs joueurs de Division 2, il participe au titre de D2 2016-2017 puis au maintien en première division de l'équipe, dont il devient capitaine.
Passé par la sélection U21, Ahssen doit attendre quatre ans avant de connaître sa première sélection en équipe de France A en 2019.

## Biographie

### Enfance et formation
Les parents de Youness Ahssen naissent au Maroc, son père à Rabat et sa mère à Marrakech. Ils rejoignent tous deux la France, à Roubaix, vers l’âge de quatorze ans. Il est le grand frère de l'international marocain Issam Ahssen.
Youness est formé dans sa ville natale, au Roubaix AFS où il devient internationale U21.

### Capitaine de l'UJS Toulouse (depuis 2015)
Youness Ahssen rejoint l'Union des jeunes sportifs toulousains en 2015.
Au terme de la saison 2016-2017, Youness Ahssen est reconnu parmi les meilleurs joueurs de l'exercice écoulé de Division 2. L'UJS Toulouse est promue en D1. 
Le 31 octobre 2018, pour la sixième journée de D1, Youness Ahssen inscrit un triplé face au Bastia Agglo (6-0) qui lui permet alors de prendre la tête du classement des buteurs. Pour sa première saison en D1, Youness Ahssen hérite du brassard de capitaine de son équipe, qui se maintient dans l’élite, et termine meilleur buteur français du championnat. 
Lors de la troisième journée de D1 2019-2020, capitaine de l'équipe toulousaine, il inscrit un triplé qui permet de gagner chez son ancien club, Roubaix AFS (3-4),. Mi-janvier 2020, dans le derby toulousain en D1 Futsal contre le TMFC, Ahssen réduit la marque sur coup franc mais ne peut empêcher la défaite 6-4,. Il termine meilleur buteur français du championnat avec seize buts, auxquels s'ajoutent onze passes décisives. Au total, il inscrit 63 buts en 58 rencontres de championnat lors de ces trois saisons en D1, faisant de lui le tricolore le plus effectif.

### En sélection nationale

#### Sélection U21
En octobre 2013, Youness Ahssen est convoqué pour un stage de détection pour l'équipe de France U21 de futsal. Le mois suivant, il est sélectionné pour disputer une double confrontation amicale au Portugal. Après être l'unique buteur français de la lourde défaite pour la première (5-1), Youness ouvre le score mais perd de peu la seconde (4-3). 
Puis il est appelé pour deux autres matchs en Rhône-Alpes face à l'Ukraine en février 2014, en mars en Slovénie et en avril à Tahiti, marquant un triplé lors du premier des deux matches (5-5), puis un but lors du second (0-3). En décembre, il égalise à 2-2 dans la première des deux oppositions contre Andorre (victoire 5-3). 
En mars 2015, en tournée en Guyane, il marque un doublé contre le Suriname (7-1) puis un autre face à l'équipe locale (victoire 5-3). En mai, encore sélectionnable en U21, Youness Ahssen est convoqué à Clairefontaine pour un stage de détection de l'équipe de France A. Non retenu, il est de nouveau appelé en U21 pour deux matches amicaux début novembre face au Portugal.  

#### Équipe de France A
Youness Ahssen est rappelé en détection en mai 2016 par Pierre Jacky, un an après la première. 
En mai 2019, il connaît un troisième stage de détection de l'Équipe de France Futsal. Fin 2019, il est convoqué en sélection a et perd deux fois face aux Portugais, champions d’Europe en titre, au Phare de Chambéry (1-2 puis 3-4).
En septembre 2020, il est sélectionné pour la rentrée de l'équipe de France après la pandémie de Covid-19 pour deux matchs amicaux contre la Moldavie à Orléans.

## Palmarès
- Division 2
  - Vainqueur de groupe : 2016-2017 avec Toulouse